# Luigi Rizzo (F595)
Luigi Rizzo (F595) es una fragata en servicio de la Armada italiana. Fue construida por el programa de fragatas multipropósito FREMM.

## Historial operativo
El 5 de marzo de 2021, el Luigi Rizzo navegó junto al USS Dwight D. Eisenhower mientras transitaba por el Estrecho de Gibraltar.